# 中原大佛
中原大佛位于河南省平顶山市鲁山县赵村乡尧山脚下的佛泉寺，目前是世界第一高铜铸立佛，世界现存第二高雕像。中原大佛景区是中国国家5A级旅游景区。中原大佛的四周环围着九层山峰，加上大佛前四季长流的沙河水和佛泉汤地，景观资源丰富。景区内的天瑞吉祥金钟净重116吨，是载入吉尼斯世界纪录大全的世界上最大的外击青铜铸钟。

## 概况
中原大佛始建於1997年，歷時12年，于2008年9月1日開光。總投資12億元，大佛總高208米，身高108米，蓮花座高20米，金剛座高25米，須彌座高55米。大佛眼睛高1.9米，寬3.9米，佛手高19米，寬9米，厚5米。
金剛寶座約50畝，拜佛台面積80畝。整体佛像铸造耗费铜3300吨，黄金108公斤，特殊钢15000余吨，表面面积為11300平方米，通过焊接13300块铜板而成。
中國佛教協會會長一誠長老和香港佛教聯合會會長覺光長老都親筆為大佛题寫“中原大佛”大字；國際佛光會世界總會會長、台灣佛光山開山宗長星雲大師為大佛题寫“世界第一中原大佛”大字。

## 图库
- 中原大佛远景
- 中原大佛手
- 中原大佛脚